# Neotrichia botonia
Neotrichia botonia är en nattsländeart som beskrevs av Harris 1990. Neotrichia botonia ingår i släktet Neotrichia och familjen smånattsländor. Inga underarter finns listade i Catalogue of Life.